# Pirbright
Pirbright – wieś w Anglii, w hrabstwie Surrey, w dystrykcie Guildford. Leży 44 km na południowy zachód od centrum Londynu. Miejscowość liczy 1374 mieszkańców.